# オーヴァービーク (小惑星)
オーヴァービーク (5038 Overbeek) は、火星横断小惑星である。ヨハネスブルグのユニオン天文台でアーネスト・ジョンソンが発見した。
南アフリカのアマチュア天文家でアメリカ変光星観測者協会のメンバーだったダニエル・オーヴァービーク（w:Michiel Daniel Overbeek, 1920年 - 2001年）に因んで、2000年11月に名付けられた。